# Picramnia killipii
Picramnia killipii är en tvåhjärtbladig växtart som beskrevs av Macbride. Picramnia killipii ingår i släktet Picramnia och familjen Picramniaceae. Inga underarter finns listade.